# Drymonia urceolata
Drymonia urceolata är en tvåhjärtbladig växtart som beskrevs av Wiehler. Drymonia urceolata ingår i släktet Drymonia och familjen Gesneriaceae. Inga underarter finns listade i Catalogue of Life.